# Лановенко, Марк Трофимович
Марк Трофимович Лановенко (1912—2005) — полковник Советской Армии, участник Великой Отечественной войны, Герой Советского Союза (1946).

## Биография
Марк Лановенко родился 30 марта 1912 года в селе Надеждовка (ныне — Голованевский район Кировоградской области Украины). После окончания неполной средней школы работал бригадиром на шахте. В 1934 году Лановенко окончил совпартшколу в Мариуполе. В том же году он был призван на службу в Рабоче-крестьянскую Красную Армию. В 1936 году Лановенко окончил Ворошиловградскую военную авиационную школу пилотов. Участвовал в польском походе и советско-финской войне. С начала Великой Отечественной войны — на её фронтах.
К концу войны гвардии майор Марк Лановенко командовал эскадрильей 1-го гвардейского бомбардировочного авиаполка 53-й бомбардировочной авиадивизии 4-го гвардейского бомбардировочного авиакорпуса 18-й воздушной армии. За время своего участия в боях он совершил 317 боевых вылетов на бомбардировку скоплений боевой техники и живой силы противника, нанеся ему большие потери, а также на воздушную разведку. Во время войны четыре раза был ранен и два раза контужен.
Указом Президиума Верховного Совета СССР от 15 мая 1946 года за «образцовое выполнение боевых заданий командования и проявленные мужество и героизм в боях с немецкими захватчиками» гвардии майор Марк Лановенко был удостоен высокого звания Героя Советского Союза с вручением ордена Ленина и медали «Золотая Звезда» за номером 9059.
После окончания войны Лановенко продолжил службу в Советской Армии. В 1949 году он окончил Военно-воздушную академию. В 1959 году в звании полковника Лановенко был уволен в запас. Проживал в Москве, до выхода на пенсию руководил народным университетом военных знаний при авиазаводе. Скончался 15 ноября 2005 года, похоронен на Троекуровском кладбище Москвы.
Был награждён двумя орденами Ленина, тремя орденами Красного Знамени, двумя орденами Отечественной войны 1-й степени, двумя орденами Красной Звезды, рядом медалей.